# Нидервиль (Золотурн)
Нидервиль (нем. Niederwil) — деревня и бывшая коммуна в Швейцарии, в кантоне Золотурн. 
До 2010 года имела статус отдельной коммуны. 1 января 2011 года вошла в состав коммуны Ридхольц.
Входит в состав округа Леберн. Население составляет 382 человека (на 31 декабря 2007 года). Официальный код — 2552.